# Кетрин Куксон
Дама Кетрин Ен Куксон, ДБЕ (рођена МекМален; 20. јун 1906, Саут Шилдс, Енглеска – 11. јун 1998, Њукасл на Тајну, Енглеска), била је британска списатељица. Она је у првих 20 најчитанијих британских романописаца, са продајом од преко 100 милиона, док је задржала релативно низак профил у свету познатих писаца. Њене књиге су инспирисане њеном лишеном младости у Саут Шилдсу (историјски део округа Дарам), у североисточној Енглеској, где се дешавала радња њених романа. Са 104 наслова написана под њеним сопственим именом или два друга псеудонима, она је једна од најплоднијих британских романописаца.

## Младост
Куксон, регистрована као Кетрин Ен Дејвис, рођена је 20. јуна 1906. у улици Лим Лане бр. 5 у Саут Шилдсу, округ Дарам, у Енглеској. У детињству је била позната као "Кети". Преселила се у Ист Џероу, који ће постати место радње једног од њених најпознатијих романа, Петнаест улица. Ванбрачно дете алкохоличарке по имену Кејт Фосет, одрасла је мислећи да јој је неудата мајка сестра, јер су је одгајали бака и деда, Роуз и Џон МекМален. Биограф Кетлин Џонс ушла је у траг њеном оцу, који се звао Александар Дејвис, бигамиста и коцкар из Ланаркшира у Шкотској.
Напустила је школу са 14 година и, након периода рада по кућама, радила је у праоници веша у Саут Шилдсу. Године 1929. преселила се на југ да би водила перионицу веша у Хејстингсу, штедећи сваки пени за куповину велике викторијанске куће, а затим узимајући станаре да допуни свој приход.
У јуну 1940. године, са 34 године, удала се за Тома Куксона, наставника у гимназији у Хејстингсу. Након што је доживела четири спонтана побачаја у касној трудноћи, откривено је да болује од ретке васкуларне болести, телангиектазије, која је изазивала крварење из носа, прстију и стомака и резултирала анемијом. Након побачаја уследио је психички слом, од кога јој је требала читава деценија да се опорави.

## Каријера писца
Почела је писати као облик терапије како би се изборила са својом депресијом и постала је један од оснивача групе писаца Хејстингс. Њен први роман, Кејт Ханиган, објављен је 1950. Иако је означен као љубавни роман, изразила је незадовољство стереотипом. Њене књиге су, рекла је, историјски романи о људима и условима које је познавала. 
Куксонова је написала скоро 100 књига, које су продате у више од 123 милиона примерака, а њени романи су преведени на најмање 20 језика. Такође је писала књиге под псеудонимима Катерин Марчант и именом које потиче од њеног имена из детињства, Кети МекМален. Остала је највише позајмљивана ауторка из јавних библиотека у УК 17 година, све до четири године након своје смрти, изгубивши прво место од Даме Џеклин Вилсон тек 2002.

## Књиге на филму, на телевизији и на сцени
Многи романи Кетрин Куксон су адаптирани за филм, радио и сцену. Прва филмска адаптација њеног дела била је Жаклин (1956), коју је режирао Рој Ворд Бејкер, заснована на њеној књизи Велики човек. Уследила је Руни (1958), коју је режирао Џорџ Полок, заснована на њеној књизи Руни. У оба филма је глумио Џон Грегсон. Из комерцијалних разлога, радња оба филма је из Саут Шилдса пребачена у Ирску.
Године 1983. Кејти Мулхоленд су адаптирали у сценски мјузикл композитор Ерик Босвел и писац и редитељ Кен Хил. Куксонова је присуствовала премијери.
Ипак, на телевизији је имала највећи медијски успех, низом драма које су се током деценије појављивале на ИТВ-у и постигле огромну гледаност. Осамнаест књига је адаптирано за телевизију између 1989. и 2001. Све их је продуцирао Реј Маршал коме је Куксонова 1988. дала дозволу да њена дела пренесе на екран. Први филм који је снимљен, Петнаест улица са Шоном Бином и Овеном Тилом у главним улогама, номинован је за награду Еми 1990. године. Друга продукција, The Black Velvet Gown, освојила је Међународну награду Еми за најбољу драму 1991. године. Мини серија је привукла преко 10 милиона гледалаца и још увек се приказује у Великој Британији.

## Филантропија
1985. Куксон је заложила више од 800.000 фунти Универзитету у Њукаслу. У знак захвалности, универзитет је успоставио лекторат из хематологије. Око 40.000 фунти је дато за обезбеђивање ласера за лечење поремећаја крварења, а 50.000 фунти је отишло за стварање нове поставке у студијама уха, носа и грла, са посебним освртом на откривање глувоће код деце. Већ је дала 20.000 фунти за Хатон галерију универзитета и 32.000 фунти за његову библиотеку. У знак признања за ову великодушност, зграда Медицинског факултета је добила њено име. Њена фондација наставља да даје донације вредним циљевима у Великој Британији, посебно онима који нуде услуге младима и културним подухватима, као што је биоскоп Тинесиде.

## Почасти
Она је проглашена за официра Реда Британске империје 1985. године, а уздигнута је у Даме команданта Реда Британске империје 1993.
Куксон је добила кључ округа Саут Тајнсајд и почасну диплому Универзитета Њукасл.
Била је тема филма Ово је твој живот 1982.
Куксонова је 1997. године добила почасну стипендију на колеџу Св. Хилда у Оксфорду након што је донирала 100.000 фунти колеџу, иако је била превише болесна да би је примила.

## Каснији живот и смрт
У каснијој животној доби, Куксон и њен муж Том су се вратили на североисток и настанили се прво у Халдејн Терасу, Џесмонд, Њукасл на Тајну. Затим су се преселили у Корбриџ, град у близини Њукасла, а касније у Ленгли, Нортамберленд, мало село у близини. Како је њено здравље опадало, преселили су се последњи пут, назад у Џесмонд 1989. да би били ближе медицинским установама. Последњих неколико година свог живота била је прикована за кревет, а последњи ТВ интервју за ITV News Tyne Tees програм вести, дала је из болесничке постеље. 
Куксонова је умрла у 91. години, девет дана пре свог 92. рођендана, у свом дому у Њукаслу. Њени романи, многи написани из њене болесничке постеље, наставили су да се објављују постхумно до 2002. године. Њен муж Том је умро само 17 дана касније, 28. јуна 1998. Лежао је у болници недељу дана, а узрок смрти није саопштен. Имао је 86 година. Пар је био у браку 50 година.

## Наслеђе
Године 1992. одржана је инаугурална награда Кетрин Куксон, коју је освојила ауторка Вал Вуд и њен дебитантски роман, The Hungry Tide, који је касније постао бестселер.
У марту 2008, Меморијална башта Даме Кетрин Куксон је откривена у кругу болнице у Саут Шилдсу, заснована на теми симбола серпентина, који се обично користи да симболизује здравље и бригу. Болница се налази на месту Хартонове радионице, где је Куксон радила од 1924. до 1929. године. Пројекат је делимично финансирао фонд Кетрин Куксон.
Том и Кетрин, мјузикл о животу пара, написао је локални драмски писац Том Кели и приказан је 1999. Играо се у Саут Шилдсу.

### Портрети у фикцији
Куксонову је глумила глумица Кери Браун у награђиваном филму Наша Кетрин 2018, чији је косценарист Том Кели.

### Написала под именом Кетрин Куксон
- The Fifteen Streets (1952)
- Colour Blind (1953)
- Maggie Rowan (1954)
- Rooney (1957)
- The Menagerie (1958)
- Fanny McBride (1959)
- Fenwick Houses (1960)
- The Garment (1962)
- The Blind Miller (1963)
- The Wingless Bird (1964) aka A Marriage of Scandal
- Hannah Massey (1964)
- The Mists of Memory (1965)
- The Long Corridor (1965)
- Matty Doolin (1965)
- The Unbaited Trap (1966)
- Slinky Jane (1967)
- Katie Mulholland (1967)
- The Round Tower (1968)
- The Nice Bloke (1969) aka The Husband (1969)
- The Glass Virgin (1969)
- The Invitation (1970)
- The Dwelling Place (1971)
- Feathers in the Fire (1971) aka Her Secret Son
- Pure as the Lily (1972)
- The Invisible Cord (1975)
- The Gambling Man (1975)
- The Tide of Life (1976)
- The Girl (1977)
- The Cinder Path (1978)
- The Man Who Cried (1979)
- The Whip (1983) aka The Spaniard's Gift (1989)
- The Black Velvet Gown (1984)
- The Bannaman Legacy (1985) aka A Dinner of Herbs (1985)
- The Moth (1986) a.k.a. The Thorman Inheritance (1989)
- The Parson's Daughter (1987)
- The Harrogate Secret (1988) aka The Secret aka The Smuggler's Secret
- The Cultured Handmaiden (1988)
- The Spaniard's Gift (1989) aka The Whip (1983)
- The Black Candle (1989)
- The Thorman Inheritance (1989) aka The Moth (1986)
- The Gillyvors (1990) aka The Love Child (1991)
- My Beloved Son (1991)
- The Rag Nymph (1991) aka The Forester Girl (1993) aka The Rag Maid (2017)
- The House of Women (1992)
- The Maltese Angel (1992)
- The Golden Straw (1993) aka The Hatmaker's Gift
- The Forester Girl (1993) aka The Rag Nymph (1991)
- The Year of the Virgins (1993)
- The Tinker's Girl (1994)
- Justice Is a Woman (1994)
- A Ruthless Need (1995)
- The Bonny Dawn (1996)
- The Branded Man (1996) aka The Wayward Daughter (2022)
- The Lady on my Left (1997) aka The Mists of Memory (1965)
- The Obsession (1995)
- The Upstart (1998)
- The Blind Years (1998)
- Riley (1998)
- Solace of Sin (1998)
- The Desert Crop (1999) aka An Unsuitable Match
- The Thursday Friend (1999)
- My Land of the North (1999)
- A House Divided (2000)
- Rosie of the River (2000)
- The Simple Soul and Other Stories (2001)
- The Silent Lady (2002)

#### Серијал о Кејт Ханиган
- Kate Hannigan (1950)
- Kate Hannigan's Girl (2001)

#### Приче о Мери Ен
- A Grand Man (1954)
- The Lord and Mary Ann (1956)
- The Devil and Mary Ann (1958)
- Love and Mary Ann (1961)
- Life and Mary Ann (1962)
- Marriage and Mary Ann (1964)
- Mary Ann's Angels (1965)
- Mary Ann and Bill (1967)

#### Новеле о Малену
- The Mallen Streak (1973)
- The Mallen Girl (1974)
- The Mallen Litter (1974)

#### Трилогија о Тили Тротер
- Tilly Trotter aka Tilly (1980)
- Tilly Trotter Wed aka Tilly Wed (1981)
- Tilly Trotter Widowed aka Tilly Alone (1982)

#### Серија о Хамилтону
- Hamilton (1983)
- Goodbye Hamilton (1984)
- Harold (1985)

#### Трилогија о Бил Бејлију
- Bill Bailey (1986)
- Bill Bailey's Lot (1987) aka Bill Bailey's Litter
- Bill Bailey's Daughter (1988)
- The Bondage of Love (1997)

#### Приче за децу
- Joe and the Gladiator (1968)
- The Nipper (1970)
- Blue Baccy (1972) aka Rory's Fortune (1988)
- Our John Willie (1974)
- Mrs Flannagan's Trumpet (1976)
- Go Tell It to Mrs Golightly (1977)
- Lanky Jones (1981)
- Nancy Nutall and the Mongrel (1982)
- Rory's Fortune (1988) aka Blue Baccy (1972)
- Bill and The Mary Ann Shaughnessy (1991)

#### Аутобиографије
- Our Kate (1969)
- Catherine Cookson Country (1986) aka My Land of the North (1999)
- Let Me Make Myself Plain (1988)
- Plainer Still (1995)
- Just A Saying (2002)

### Написала под именом Катерин Мерчант
- Heritage of Folly (1961) aka Heritage of Folly (1961) by Katie McMullen
- The Fen Tiger (1963) aka The House on the Fens (1963)
- House of Men (1963)
- The Mists of Memory (1965) aka The Lady on my Left (1997) by Catherine Cookson
- The Iron Facade (1965) aka Evil at Rodgers Cross (1965)
- Miss Martha Mary Crawford (1975)
- The Slow Awakening (1976)

### Написала под именом Кети МекМален
- Heritage of Folly by Catherine Marchant

## Биографије
- To Be a Lady: Biography of Catherine Cookson by Cliff Goodwin (1994)
- The Girl From Leam Lane: The Life and Writing of Catherine Cookson by Piers Dudgeon (1997)
- Catherine Cookson by Kathleen Jones (1999)
- Kate's Daughter: The Real Catherine Cookson by Piers Dudgeon (2003)
- Seeking Catherine Cookson's Da by Kathleen Jones (2004)

## Документарни филм
- Приповедач (1999) приповеда Мајк Невил

## Књиге на филму и телевизији
- Jacqueline (1956) adaptation of A Grand Man with John Gregson, Kathleen Ryan, Noel Purcell and Cyril Cusack
- Rooney (1958) with John Gregson, Muriel Pavlow, Barry Fitzgerald and June Thorburn
- Joe and the Gladiator (1971) with James Garbutt, Malcolm Terris and John Cazabon
- Romance: House of Men (1977) with Michael Kitchen, James Laurenson, Alun Armstrong and Joe Gladwin
- Our John Willie (1980) with Ian Cullen, David Burke, James Garbutt, John Malcolm and Malcolm Terris
- The Mallens (1979–1980) with John Hallam, John Duttine, David Rintoul and Juliet Stevenson
- The Fifteen Streets (1989) with Sean Bean, Owen Teale, Clare Holman and Jane Horrocks
- The Black Candle (1991) with Nathaniel Parker and Samantha Bond
- The Black Velvet Gown (1991) with Janet McTeer, Bob Peck, Geraldine Somerville won the International Emmy award for best drama.[33]
- The Man Who Cried (1993) with Ciarán Hinds and Amanda Root
- The Cinder Path (1994) with Catherine Zeta-Jones
- The Dwelling Place (1994) with Tracy Whitwell, Julie Hesmondhalgh and Ray Stevenson
- The Glass Virgin (1995) with Nigel Havers, Emily Mortimer and Brendan Coyle
- The Gambling Man (1995) with Robson Green
- The Tide of Life (1996) with Gillian Kearney, John Bowler, Ray Stevenson and James Purefoy
- The Girl (1996) with Jonathan Cake, Malcolm Stoddard, Jill Baker and Siobhan Flynn
- The Wingless Bird (1997) with Claire Skinner, Anne Reid and Julian Wadham
- The Moth (1997) with Jack Davenport, Juliet Aubrey and Justine Waddell
- The Rag Nymph (1997) with Honeysuckle Weeks, Alec Newman and Val McLane
- The Round Tower (1998) with Emilia Fox, Ben Miles and Denis Lawson
- Colour Blind (1998) with Niamh Cusack, Tony Armatrading, Art Malik, Dearbhla Molloy, and Carmen Ejogo
- Tilly Trotter (1999) with Carli Norris, Beth Goddard, Sarah Alexander, Amelia Bullmore, Rosemary Leach and Simon Shepherd
- The Secret (2000) with Colin Buchanan, Hannah Yelland, Elizabeth Carling, Clare Higgins, and Stephen Moyer
- A Dinner of Herbs (2000) with Jonathan Kerrigan, Melanie Clark Pullen, Debra Stephenson, David Threlfall and Billie Whitelaw